# Fred Kanold

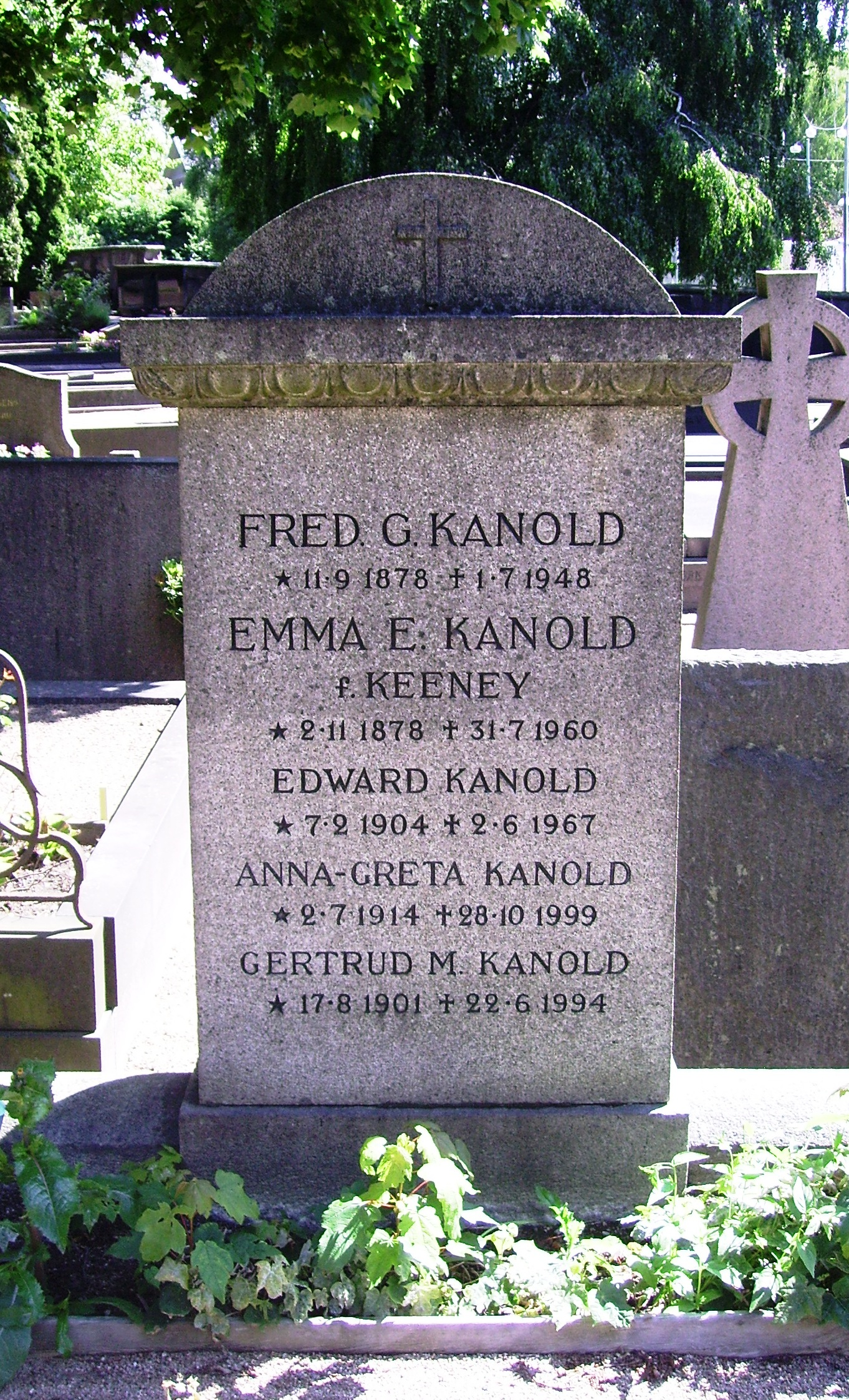
Fred Kanolds gravvård

Fred Gerhard Kristian Heinrich Kanold, född 11 september 1878 i Norden, Tyskland, död 1 juli 1948, var en svensk direktör och industriman.
Fred Kanold var son till konditorn Adolf Kanold och Maria Krieger och kom till Sverige 1883. Efter skolstudier i Göteborg och Oslo vistades han i Förenta staterna 1892-1901. Efter hemkomsten grundade han Kanolds chokladfabrik i Göteborg. Direktör även för AB Vaxpapper & Lito och Fastighets AB Skeppsbron.
Kanold var ordförande i Fastighets AB Orion sedan 1917.
Han var gift med Emma Keeney, en amerikansk farmardotter.
Fred Kanold ligger begravd på Örgryte gamla kyrkogård i Göteborg.